# Campeonato Europeo de Patinaje Artístico sobre Hielo de 1908
El XIII Campeonato Europeo de Patinaje Artístico sobre Hielo se realizó en Varsovia (Polonia) en enero de 1908. Fue organizado por la Unión Internacional de Patinaje sobre Hielo (ISU) y la Federación Polaca de Patinaje Artístico sobre Hielo.

## Resultados
| Puesto | Nombre                | País    |
| ------ | --------------------- | ------- |
| Oro    | Ernst Herz            | Austria |
| Plata  | Nikolai Panin         | Rusia   |
| Bronce | Stefan Przedrzymirski | Polonia |

## Medallero
| Núm. | País    | Oro | Plata | Bronce | Total |
| ---- | ------- | --- | ----- | ------ | ----- |
| 1    | Austria | 1   | 0     | 0      | 1     |
| 2    | Rusia   | 0   | 1     | 0      | 1     |
| 3    | Polonia | 0   | 0     | 1      | 1     |
|      | TOTAL   | 1   | 1     | 1      | 3     |